# Doumé (Fluss)
Der Doumé oder Dume ist ein Fluss in Kamerun.

## Verlauf
Er entspringt etwa 25 km nördlich der Stadt Doumé, im Département Haut-Nyong, in der Region Est. Nachdem er einen Bogen Richtung Westen beschrieb, durchfließt er die Stadt Doumé. Von da ab verläuft sein Kurs Richtung Osten, bis er nach weiteren 130 km bei Mindourou in den Kadéï mündet. Der Doumé hat nur geringes Gefälle und hat Ähnlichkeit mit anderen Flüssen, die auf dem südkamerunischen Plateau um Abong-Mbang (der Njemplatte) entspringen, unter anderem Nyong und Boumba.
Er ist mit Booten ab Doumé beschiffbar. Seine wichtigsten Nebenflüsse sind links der Touki mit über 90 km, und rechts der Mbang mit etwa 60 km Länge.

## Hydrometrie
Die Durchflussmenge des Flusses wurde in Doumé, im obersten Teil seines Einzugsgebietes, in m³/s gemessen